# Moszczenica Niżna
Moszczenica Niżna – wieś w Polsce, położona w województwie małopolskim, w powiecie nowosądeckim, w gminie Stary Sącz, nad potokiem Moszczenica (dopływ Dunajca). 

## Historia
Pierwsza wzmianka o Moszczenicy Niżnej pochodzi z 1276 roku. Wieś duchowna, własność klasztoru klarysek w Starym Sączu, położona była w drugiej połowie XVI wieku w powiecie sądeckim województwa krakowskiego. Do 1782 roku należała do klucza staromiejskiego włości klarysek starosądeckich. W latach 1325–1573 wieś parafialna, następnie wcielona do parafii starosądeckiej. Po 1782 roku w rękach austriackiego skarbu (fundusz religijny). Od 1799 roku niewielkie osadnictwo niemieckie (Morawina w północnej części wsi). W czasach galicyjskich gmina istniała pod nazwą Moszczanica Niższa.
W latach 1954–1961 wieś należała i była siedzibą władz gromady Moszczenica Niżna, po jej zniesieniu w gromadzie Stary Sącz. W latach 1975–1998 wieś administracyjnie należała do województwa nowosądeckiego.

## Zabytki
Obiekt wpisany do rejestru zabytków nieruchomych województwa małopolskiego.
- Kościół parafialny pw. św. Mikołaja.

## Współczesność
Moszczenica Niżna posiada rozległą zabudowę willową. Wieś graniczy z miastem Stary Sącz, Przysietnicą, Moszczenicą Wyżną, Gołkowicami Dolnymi, Gołkowicami Górnymi i Mostkami.
Od 1931 roku w Moszczenicy Niżnej działa ochotnicza straż pożarna, która posiada samochody Land Rover Defender 110 i MAN GBARt 3/24. 

## Integralne części wsi
| SIMC    | Nazwa      | Rodzaj    |
| ------- | ---------- | --------- |
| 0465727 | Baranówka  | część wsi |
| 0465733 | Cegielnia  | część wsi |
| 0465740 | Chmielówka | część wsi |
| 0465756 | Gaj        | część wsi |
| 0465762 | Lejzówka   | część wsi |
| 0465779 | Lipie      | część wsi |
| 0465785 | Morawina   | część wsi |
| 0465791 | Wąchałówka | część wsi |
| 0465800 | Wojsówka   | część wsi |